# Numerica
Numérica is een Portugees platenlabel, dat in 1990 werd opgericht. Het label richt zich voornamelijk op muziek van Portugese musici en dan vooral op het gebied van de klassieke muziek. Het heeft 190 albums uitgebracht, waarvan 120 klassieke platen (2011). Numérica brengt echter ook jazz, popmuziek, rap, folk-muziek en wereldmuziek uit. 
Klassieke musici en gezelschappen die op het label uitkwamen zijn onder meer Constantin Sandu, Luís Costa, Luís Meireles met Eduardo Resende, Joel Bello Soares, Carlos Guilherme, Nuno Pinto met Elsa Silva, António Vitorino de Almeida en Opus Ensemble. Op het gebied van de jazz waren er albums van bijvoorbeeld Miguel Braga, Laurent Filipe, Derek Bailey (met Carlos Bechegas) en Luiz Avellar. Pop kwam van onder meer Reporter Estrábico en op het gebied van de wereldmuziek is er onder meer werk uitgebracht van Danças Ocultas. 